# World Trade Center Abu Dhabi
Le World Trade Center Abu Dhabi est un complexe de trois gratte-ciels à Abu Dhabi aux Émirats arabes unis. Chacune de ces trois tours remplit une fonction différente : la première est résidentielle, la seconde est occupée par des bureaux, tandis que la troisième accueillera un hôtel. La construction de ces trois tours a débuté en 2007 et s'est achevée en 2014, sauf pour la plus petite dont la construction est actuellement en pause. 
- World Trade Center Abu Dhabi - The Residences (381 mètres, 88 étages)
- World Trade Center Abu Dhabi - The Offices (278 mètres, 60 étages)
- Central Market Hotel Tower (255 mètres, 58 étages)